# Saint-Augustin (Seine-et-Marne)
Saint-Augustin település Franciaországban, Seine-et-Marne megyében. Lakosainak száma 1865 fő (2022. január 1.). Saint-Augustin Faremoutiers, Mauperthuis, Mouroux, Pommeuse és Beautheil-Saints községekkel határos.

## Népesség
A település népessége az elmúlt években az alábbi módon változott:
| Lakosok száma | 1751 | 1746 | 1780 | 1738 | 1742 | 1729 | 1774 | 1820 | 1865 |
|               | 2013 | 2015 | 2016 | 2017 | 2018 | 2019 | 2020 | 2021 | 2022 |